# Artacarus liberiensis
Artacarus liberiensis är en spindeldjursart som beskrevs av Cook 1899. Artacarus liberiensis ingår i släktet Artacarus och familjen Hubbardiidae. Inga underarter finns listade i Catalogue of Life.